# 翘鳞猿头蛤
翘鳞猿头蛤（学名：Chama lazarus），又名菊花偏口蛤，是帘蛤目偏口蛤科偏口蛤属的一种，也是這個屬的模式種。

## 分佈
主要分布于南海、新加坡、马来西亚、印度尼西亚、中国大陆、台湾，出现在潮间带至潮下带，生活于浅海，以左壳固着于珊瑚礁、岩石和船底，终生不移动。